# 乔治·谢尔登 (网球运动员)
乔治·谢尔登（英語：George Sheldon，1876年11月19日—？），生于纽约州布鲁克林，美国前男子网球运动员。他曾搭档利奥·韦尔获得1897年和1898年美国网球公开赛男子双打冠军。